# Siele (Enger)
Siele is een uit enkele tientallen boerderijen bestaand gehucht in het noorden van de Duitse gemeente Enger, deelstaat Noordrijn-Westfalen, en telt 118 inwoners (31-12-2019).